# Condado de Lackawanna
El condado de Lackawanna (en inglés: Lackawanna County, Pennsylvania), fundado en 1878, es uno de los 67 condados del estado estadounidense de Pensilvania. Se encuentra en el extremo norte de la región carbonífera, al noroeste de la Poconos. En el año 2000 tenía una población de 213 295 habitantes con una densidad poblacional de 180 personas por km². La sede del condado es Scranton.

## Historia
Fue creado el 13 de agosto de 1878, de una parte del condado de Luzerne, y es el condado más reciente creación de Pensilvania. Se llama así por el río Lackawanna.

## Geografía
Según la Oficina del Censo, el condado tiene un área total de 1204 km² (464,9 mi²), de la cual 1189 km² (459,1 mi²) es tierra y 16 km² (6,2 mi²) es agua.

### Condados adyacentes
- Condado de Susquehanna (norte)
- Condado de Wayne (este)
- Condado de Moroe (sureste)
- Condado de Luzerne (suroeste)
- Condado de Wyoming (oeste)

## Demografía

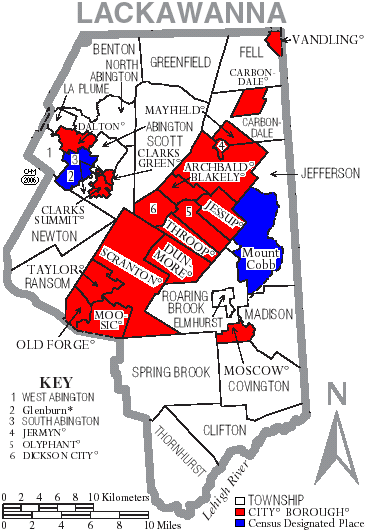
Condado de Lackawanna. Distribución de la población por edad y sexo, censo de 2000

| 1900    | 1910    | 1920    | 1930    | 1940    | 1950    | 1960    | 1970    | 1980    | 1990    | 2000    | Est.2008 |
| ------- | ------- | ------- | ------- | ------- | ------- | ------- | ------- | ------- | ------- | ------- | -------- |
| 193.831 | 259.570 | 286.311 | 310.397 | 301.243 | 257.396 | 234.531 | 234.107 | 227.908 | 219.039 | 213.296 | 209.408  |

## Localidades

### Ciudades
Carbondale |
Scranton 

### Boroughs
Archbald |
Blakely |
Clarks Green |
Clarks Summit |
Dalton |
Dickson City |
Dunmore |
Jermyn |
Jessup |
Mayfield |
Moosic |
Moscow |
Old Forge |
Olyphant |
Taylor |
Throop |
Vandling 

### Municipios
Benton |
Carbondale |
Clifton |
Covington |
Elmhurst |
Fell |
Glenburn |
Greenfield |
Jefferson |
La Plume |
Madison |
Newton |
North Abington |
Ransom |
Roaring Brook |
Scott |
South Abington |
Spring Brook |
Thornhurst |
Waverly |
West Abington 

### Lugares designados por el censo
Chinchilla |
Eagle Lake |
Glenburn |
Mount Cobb 

### Áreas no incorporadas
Waverly 